# 바깥귀길염
바깥귀길염(otitis externa, swimmer's ear, -炎) 또는 겉귀길염 또는 외이도염(外耳道炎)은 바깥귀길의 염증이다. 외이염(外耳炎)이라고도 한다.
바깥귀길염은 기간에 따라 급성(6주 미만)이거나 만성(3개월 이상)일 수 있다.
바깥귀길염은 한 해에 1~3%의 사람들에게 영향을 미치며, 사례 중 95% 이상이 급성이다.

## 역사
1969년 테크타이트 프로젝트 기간 중 바깥귀길염에 대한 큰 성과가 있었다. 다이빙 메디컬 오피서(Diving Medical Officer)는 테크타이트 솔루션(Tektite Solution)이라는 이름의 예방 수단을 고안하였으며, 15% 타닌산, 15% 아세트산, 50% 아이소프로판올이나 에탄올과 동등하다. 테크타이트 에탄올은 견본의 산 세척을 위해 연구소에서 사용되었다.

## 같이 보기
- 바깥귀
- 바깥귀길
- 귀염